# Ægide
 "Aegis" omdirigeres hertil. For andre betydninger af Aegis, se Aegis (flertydig).
 Denne artikel bør gennemlæses af en person med fagkendskab for at sikre den faglige korrekthed.

Ægide eller Aigis (græsk: Αιγίς, Aigis) er Zeus' skjold eller panserkåbe.
Via latin (aegis, gen. aegidis) er ægide blevet en betegnelse for førerskab, beskyttelse eller protektion.
| Mytologi | Spire Denne artikel om mytologi er en spire som bør udbygges. Du er velkommen til at hjælpe Wikipedia ved at udvide den. |